# 吉山博吉
吉山 博吉（よしやま ひろきち、1911年（明治44年）12月1日 - 2007年（平成19年）5月2日）は、日本の実業家、第4代日立製作所社長・会長、電気学会会長、環太平洋産業連関分析学会設立発起人等を歴任した。

## 来歴
山口県萩市に生まれた。旧制第一高等学校から東京帝国大学工学部電気工学科に進み、1935年（昭和10年）大学卒業と同時に日立製作所に入社した。入社後は主として重電畑を歩み、1952年（昭和27年）電機事業部技術部長となり、1961年（昭和36年）11月取締役、1964年（昭和39年）11月常務、1968年（昭和43年）5月専務、1969年（昭和44年）11月副社長などを経て1971年（昭和46年）11月社長に就任、1981年（昭和56年）6月に社長退任、会長に就任、1987年（昭和62年）6月に会長退任。1982年（昭和57年）4月に勲一等瑞宝章を受章した。
また、1974年（昭和49年）5月から1975年（昭和50年）5月まで、第61代電気学会会長を、1986年（昭和61年）から1987年（昭和62年）まで日本オペレーションズ・リサーチ学会会長を務めた。
1984年、日本棋院から大倉賞を受賞。